# Road to GLORY JAPAN -65kg SLAM
Road to GLORY JAPAN -65kg SLAM（ロード トゥ グローリー ジャパン アンダーシックスティファイブキログラム スラム）は、日本のキックボクシング大会。2013年3月10日、東京都江東区のディファ有明で開催された。

## 大会概要
本大会は、グローリー・スポーツ・インターナショナル（GSI）が新人発掘の大会として、日本及びアメリカで2013年より開催を始めた日本大会の最初の大会である。
2013年1月30日に都内において開催が発表された。
本大会は2013年3月10日にディファ有明にて開催され、Krush・R.I.S.E.・REBELS・新日本キックボクシング協会等、国内主要団体よりトップクラスの選手が出場した。
前日会見では、各団体を代表する選手が各々意気込みを語り大会前から大きな盛り上がりを見せた。
-65kg SLAM優勝者にはGLORY (格闘技)との1年間の試合出場契約と2013年5月3日に東京都の有明コロシアムで開催されるGLORY 8 TOKYOへの出場権が与えられる。
本トーナメントの優勝賞金は$20,000、準優勝者には$8,000、ベスト4には$3,000の賞金が授与される。

## イベント名
イベント名は、世界大会であるGLORY (格闘技)への登竜門として、GLORYを目指すという所から名付けられた。

## 公式ルール

### -65kg SLAM
FINAL8、FINAL4については、3分3R(延長1R)で行われ1R中に2回のノックダウンもしくは1試合中に3回のノックダウンでTKOとなる。
FINALは3分3R(延長2R）で行われ1R中に3回のノックダウンもしくは1試合中に4回のノックダウンでTKOとなる。
延長の際は、延長の最終ラウンド(FINAL8とFINAL4は1R終了後、FINALは2R終了後)において必ずマスト判定となる。

### スーパーファイト
スーパーファイトについてはFINAL8、FINAL4と同様のルールで争われる。

### その他
首相撲からの攻撃を3秒間は認められる。
オープンスコアを採用し、各ラウンドごとに採点結果を明らかにする。

## 試合結果
オープニングファイト第1試合 3分3R(延長1R)
×  永島一平 vs.  古谷野一樹 ○
1R 1:18 KO
※古谷野はデビュー戦
オープニングファイト第2試合 3分3R(延長1R)
×  TASUKU vs.  皇治 ○
3R終了 判定3-0
第1試合　-65kg SLAM リザーブファイト 3分3R(延長1R)
○  TaCa vs.  濱崎一輝 ×
2R 0:15 KO
※左フック
第2試合 -65kg SLAM FINAL8 1st match 3分3R(延長1R)
○  藤田ゼン vs.  松岡力 ×
3R 1:05 KO
※2ノックダウン
第3試合 -65kg SLAM FINAL8 2nd match 3分3R(延長1R)
×  モハン・ドラゴン vs.  裕樹 ○
3R終了 判定3-0
※モハンに金的及びオープンハンドブローの反則により減点2が与えられる。
第4試合 -65kg SLAM FINAL8 3rd match 3分3R(延長1R)
×  HIROYA vs.  野杁正明 ○
3R終了 判定2-0
第5試合 -65kg SLAM FINAL8 4th match 3分3R(延長1R)
○  小宮由紀博 vs.  梶原龍児 ×
延長判定 3-0
※延長Rで梶原の後頭部への打撃により減点1が与えられる。
第6試合 スーパーファイト -60kg契約 3分3R(延長1R)
×  青津潤平 vs.  稲石竜弥 ○
延長判定 判定2-1
第7試合 -65kg SLAM FINAL4 1st match 3分3R(延長1R)
×  藤田ゼン vs.  裕樹 ○
2R 2:42 KO
※2ノックダウン
第8試合 -65kg SLAM FINAL4 2nd match 3分3R(延長1R)
○  野杁正明 vs.  小宮由紀博 ×
3R終了 判定2-0
第9試合 スーパーファイト -70kg契約 3分3R(延長1R)
○  廣野祐 vs.  森本一陽 ×
3R終了 判定3-0
第10試合 スーパーファイト -61kg契約 3分3R(延長1R)
○  卜部弘嵩 vs.  SHIGERU ×
延長R 0:28 TKO
※卜部の膝蹴りによる裂傷のためドクターストップ。
第11試合 -65kg SLAM FINAL 3分3R(延長2R)
×  裕樹 vs.  野杁正明 ○
2R 1:35 KO
※1試合中4度のノックダウン。